# Coefficiente di solvibilità
Il coefficiente di solvibilità (solvency ratio) è una misura sintetica del grado di patrimonializzazione di un intermediario bancario o finanziario. È calcolato come rapporto percentuale tra il "patrimonio di vigilanza" dell'intermediario e il totale delle "attività ponderate per il rischio" (risk weighted activities, RWA) che si trovano nel bilancio dell'intermediario stesso a una certa data.  Il patrimonio di vigilanza (numeratore del rapporto) è un aggregato contabile che può discostarsi significativamente dal patrimonio netto nella sua accezione civilistica: ad esempio, oltre che capitale di rischio (principalmente capitale apportato da soci e utili accantonati) accoglie anche capitale di debito (cioè fondi che sono apportati da non soci, che sono remunerati in misura più o meno predefinita contrattualmente e che non permangono in via indefinita nella disponibilità dell'intermediario). Da esso sono inoltre dedotte alcune componenti dell'attivo, come l'avviamento. Le attività ponderate per il rischio (denominatore del rapporto) sono le attività dell'intermediario (crediti a clientela, titoli obbligazionari o di stato, crediti nei confronti di altre banche eccetera) e gli impegni che questo ha assunto verso altri soggetti (ad esempio l'impegno contrattuale ad erogare una somma ad un cliente al verificarsi di un certo evento). Le attività vengono ponderate in funzione della diversa solvibilità delle controparti dell'intermediario, ossia della attitudine a rispettare il proprio impegno contrattuale. Lo schema di ponderazione delle attività è stato profondamente modificato e reso articolato con gli accordi che vanno sotto il nome di Basilea 2. Nell'approccio più semplice, alle attività viene assegnata una ponderazione variabile tra 0% e 150% a seconda del rating di cui gode la controparte dell'intermediario; la ponderazione è del 75% per i crediti al dettaglio (praticamente tutti i crediti verso famiglie e piccole imprese), del 100% per i crediti verso altre controparti prive di rating, del 35% per i mutui erogati per l'acquisto di immobili destinati ad essere abitati o dati in locazione dal mutuatario.
Il livello minimo del coefficiente di solvibilità che deve essere rispettato dagli intermediari è dell'8%, ed
è dato quindi da Patrimonio di vigilanza (Pvig)/Attività ponderate per il rischio (APR).